# Странник над море от мъгла
Странник над море от мъгла (на немски: Der Wanderer über dem Nebelmeer) е маслена живопис (ок. 1818 г.) от немския художник, представител на Романтизма, Каспар Давид Фридрих. Понастоящем се намира в Хамбургския салон на изкуствата в Хамбург, Германия.

## Описание
На преден план млад мъж стои на ръба на скалиста пропаст с гръб към зрителя. Той е обвит в тъмнозелено палто и държи в дясната си ръка бастун. С развята от вятъра коса, странникът съзерцава пейзажа, покрит от гъсто море от мъгла. През венците от мъгла могат да се различат гори от дървета. В далечината изплуват скали и планини. Отвъд тук проникващата мъгла се простира неопределено и се смесва с хоризонта, ставайки неразличима от облачното небе.
Картината е съставена от различни елементи от Елбските планини в Саксония и Бохемия, скицирани на терена, но в съответствие с обичайната му практика, пренаредена от самия Фридрих. На фона отдясно е Циркелщайн. Планината отляво вероятно е или Розенберг, или Калтенберг. Скалите отпред представляват Гамриг близо до Ратен. Скалите, върху които е стъпил пътникът, са на Кайзеркроне.

## Коментари
„Странник над море от мъгла“ е вярна на романтичния стил и най-вече на стила на Фридрих, бидейки подобна на другите му творби, като например „Скалите на Рюген“ и „Море от лед“. Според анализа на Гора (2004), посланието на картината е кантианско себеотразяване, изразено чрез втренчения поглед на пътника в мрака на морето от мъгла. Дембо (2001) симпатизира, твърдейки, че странникът представя метафора за непознатото бъдеще.
Част от смисъла на творбата се губи в превода на заглавието ѝ. На немски заглавието е „Странник над море от мъгла“, където Wanderer може да означава „скитник“ или „катерач“.